# Arrondissement Versailles
Arrondissement Versailles (fr. Arrondissement de Versailles) je správní územní jednotka ležící v departementu Yvelines a regionu Île-de-France ve Francii. Člení se dále na 10 kantonů a 19 obcí.

## Kantony
- Le Chesnay
- Montigny-le-Bretonneux
- Plaisir
- Saint-Cyr-l'École
- Trappes
- Vélizy-Villacoublay
- Versailles-Nord
- Versailles-Nord-Ouest
- Versailles-Sud
- Viroflay